# Jesús Rafael Soto
Jésus-Rafael Soto (Ciudad Bolívar, 5 de junho de 1923 - Paris, 14 de janeiro de 2005) foi um artista plástico venezuelano.

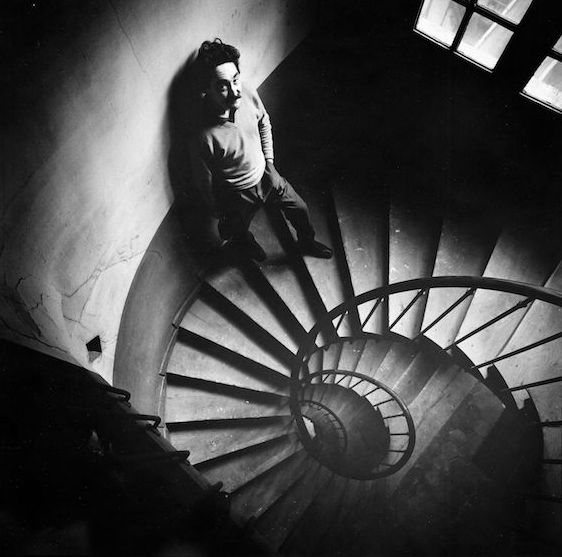
Soto em 1970 foto: Lothar Wolleh

## Biografia
Em sua adolescência, trabalhou como artista comercial, pintando quadros para teatros locais. Em 1942, ganhou uma bolsa para estudar na Escola de Artes Plásticas de Caracas, onde conheceu Carlos Cruz-Díez e Alejandro Otero. Ao tomar contato com uma pintura cubista de Georges Braque, ficou interessado em formas geométricas de expressão.
Logo depois de se formar, dirigiu a Escola de Artes Plásticas de Maracaibo de 1947 a 1950, quando mudou-se para Paris. Lá, iniciou sua ligação com o abstracionismo geométrico e a arte cinética, associando-se a Yaacov Agam, Jean Tinguely, Victor Vasarely e outros artistas conectados ao Salon des Réalités Nouvelles e à Galeria Denise René.
Por volta de 1951, o venezuelano começou a expor obras que envolviam um elemento de vibração, através da repetição dos elementos formais. Para ele, o uso da repetição era uma maneira de se libertar dos conceitos formais da arte tradicional, que estava ligada à arte figurativa. Ele achava que a verdadeira arte abstrata só poderia se transfigurar com a performance do movimento. Nas repetições ópticas, desenvolveu trabalhos em alto relevo, que lhe renderam o status de pintor e escultor.
Em 1953, Soto começou a investigar possibilidades de aprimorar seu estilo de criar novos efeitos ópticos. Pela primeira vez, fez uso de motivos cinéticos em sua obra. O artista aplicou, em seguida, os princípios da sobreposição dos motivos de tramas curvas ou das elipses. A seguir, produziu uma série de estruturas cinéticas que seriam exibidas em 1956.
A partir dos anos 70, Soto expôs em lugares como o MOMA e o Museu Guggenheim, em Nova York, o Centre Georges Pompidou, em Paris. Participou da Bienal de Veneza de 1966 e da Bienal de São Paulo em 1996.

## Obra
Soto é particularmente famoso pelos seus "penetráveis", esculturas em que as pessoas podem passear e interagir. Um exemplo é o Penetrável de Plástico, que integra o acervo do Museu de Arte Contemporânea da Universidade de São Paulo. A obra permite que o observador a atravesse por entre fios translúcidos e suspensos.
Também produziu trabalhos monumentais para espaços públicos, como os murais do prédio da Unesco, em Paris. Outras obras de Soto adornam o teto do salão principal do Teatro Teresa Carreño, em Caracas, e o interior da estação de metrô em Caracas Chacaito. Esta última se estende para o exterior da estação e pode se ver a partir da superfície, na Praça Brion Chacaíto.
Em sua homenagem, o governo da Venezuela abriu o Museu Jesus Soto em Ciudad Bolivar, em 1973.